# فرانك سبراغ
فرانك جوليان سبراغ (بالإنجليزية: Frank J. Sprague)‏ (25 يوليو 1857 - 25 أكتوبر 1934) هو مخترع وضابط أمريكي في القوات البحرية ساهم في تطوير المحركات الكهربائية والسكك الحديدة الكهربائية والمصاعد.

## نشأته وتعليمه
ولد سبراغ في مدينة ميلفورد (كونيتيكت) عام 1857 لديفيد كامينغز سبراغ وفرانسيس جوليا كنق سبراغ وارتاد مدرسة دروري في المرحلة الثانوية في نورث آدمز وكان بارعًا في الرياضيات.